# Veinticinco de Diciembre (Paraguay)
25 de Diciembre es una ciudad paraguaya situada en el Departamento de San Pedro, a unos 100 km de la ciudad de Asunción, con la cual se comunica mediante la Ruta PY03. Adoptó el nombre de una fecha de la historia de la República del Paraguay, porque el 25 de diciembre de 1842 se proclamó en la capital Asunción, el grito de libertad dado en la madrugada del 15 de mayo de 1811.
Es una zona de actividad económica diversa aunque predomina la agricultura y la ganadería. Se divide en 27 barrios y asentamientos campesinos. Es conocido por ser el Portal del Norte, porque es la primera ciudad en la que se ingresa para acceder al resto del norte de la Región Oriental. El rápido crecimiento del distrito obedece precisamente a la pavimentación que lo conecta con la ciudad capital y el resto del país.

## Toponimia
Aunque se desconozca la fecha exacta de fundación de la ciudad de 25 de diciembre, se estableció este nombre con el objetivo de enaltecer el histórico hecho de la Jura de la Independencia Nacional de la República del Paraguay, aquel 25 de diciembre de 1842, según lo acreditan documentos oficiales de la época y un monolito en la plaza de Armas de la ciudad de Asunción, capital del país. El distrito fue establecido por el entonces presidente del país Alfredo Stroessner el 7 de septiembre de 1973.

## Historia

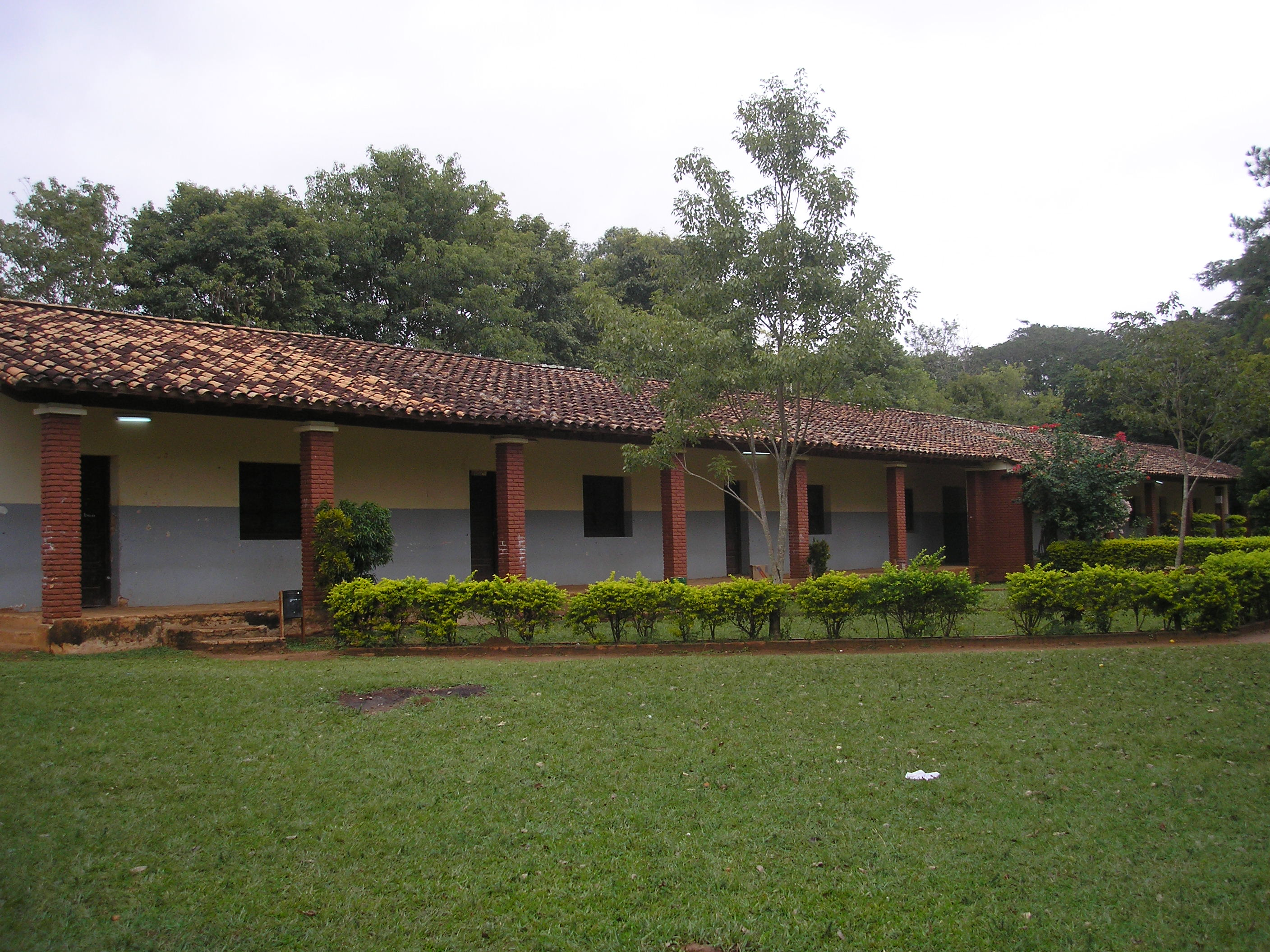
La sede de la escuela es uno de los edificios históricos con los que cuenta la comunidad.

25 de diciembre, fue en un principio un lugar cubierto por inmensos bosques rodeados de extensos campos y humedales, poblada solo por tribus indígenas de la parcialidad ava guaraní, cuyos vestigios se encuentran en el barrio San Juan Bosco (Mbopi) y Santa Rosa respectivamente. Como restos de cerámica en gran cantidad y cántaros con huesos humanos. Muchas de las cuales se pueden apreciar hoy en el Museo Etnográfico Andrés Barbero en Asunción.
En realidad, la localización de la ciudad, originalmente no estaba en el lugar donde emerge hoy día el centro del pueblo. Pues los primeros moradores se afincaron en los bosques de Isla Guasu, en el extremo oeste del distrito, que se conoce como barrio San Antonio (Hugua Jere). Además de los establecimientos ganaderos en la zona norte de la región que comparte con San Estanislao.
Los habitantes pioneros eran más bien trabajadores del campo, ganaderos e inmigrantes procedentes de distintas partes de Paraguay. Inclusive extranjeros que huyeron de sus países durante la Primera y Segunda Guerra Mundial. Es así que en el distrito se instalaron colonos de Alemania, Turquía y España respectivamente.
Potrero Ybaté es centro de encuentro y desencuentro es la zona Económica más creciente en cuanto a comercio también la ciudad de Mboi´y estos dos son los polos poblacionales más grandes y tienen todos los servicios básicos.Puesto que con el tiempo las dos ciudades conformaran un nuevo distrito según el último censo y crecimiento poblacional.
Durante mucho tiempo 25 de Diciembre era una colonia y dependía de San Estanislao, hasta que se estableció como municipio independiente. Inclusive, los docentes que enseñaban en la escuela de San Antonio, enseñaban con rubros obtenidos de Juan de Mena y Barrero Grande, ambas localidades del departamento de la Cordillera.
La Ley 396 del 7 de septiembre de 1973 elevó a la categoría de Distrito la Colonia 25 de Diciembre desvinculándola del distrito de San Estanislao y creó una municipalidad de tercera categoría. Entre los sitios históricos se destacan: Kurusu Tabla (paradójicamente la cruz, junto con el armazón son de hierro y datan de la Guerra de la Triple Alianza, probablemente las personas allí fallecidas murieron de sed), Kurusu Juanita (el relato histórico afirma que en el lugar había fallecido una mujer con su bebé recién nacido por lo que, algunas personas les atribuyen milagros curativos), Mymýi (un santuario de especies ictícolas), Espinillo (actualmente se localiza en el lugar el Peaje del MOPC, pero allí se localizaba un enorme mojón de piedra que está fechado en 1845 y que actualmente se encuentra en el ex local de DECYPAR, pues durante la construcción de la Ruta III, el mojón fue retirado).
Paso Inga, en el barrio Santa Rosa, lugar donde el arroyo Mbutuy alcanza su lugar más profundo se localiza un remanso y poco después de ese paso, el arroyo desaparece en el esteral. Este lugar ha sido testigo de las travesías hechas en canoas hacia el pueblo de Juan de Mena, como vía fluvial de comunicación y transporte. También se puede mencionar el arroyo Tapiracuay que cruza por los fundos de una estancia y la desconocida y olvidada Colonia Madrina De Guerra cuyos planos existen hasta el momento, y que según cuentan un conocido político de aquel tiempo logró convencer al entonces presidente Alfredo Stroessner lotear esa parte del distrito como Madrina de Guerra, que linda con la colonia menonita Friesland, este lugar es desconocido por muchos, algunos que fueron dueños de dicha parcela o hectárea vendieron a empresas y estas a otras, hasta que estos no se dan cuentan que no pueden ubicar sus respectivos lotes.

## Geografía
El distrito de 25 de diciembre ocupa el 5% del total del territorio departamental con 99.565,5 ha. Limita al norte con el distrito de Itacurubí del Rosario, separado por el arroyo Tapirakuaĩ; al este con Unión y San Estanislao, separados por el arroyo Takuary desde su confluencia con el arroyo Hondo hasta la desembocadura del arroyo Morotĩ y la cordillera de Caaguazú; al oeste con Villa del Rosario; y al sur con el Departamento de Cordillera, separado por el río Manduvirá.

### Hidrografía

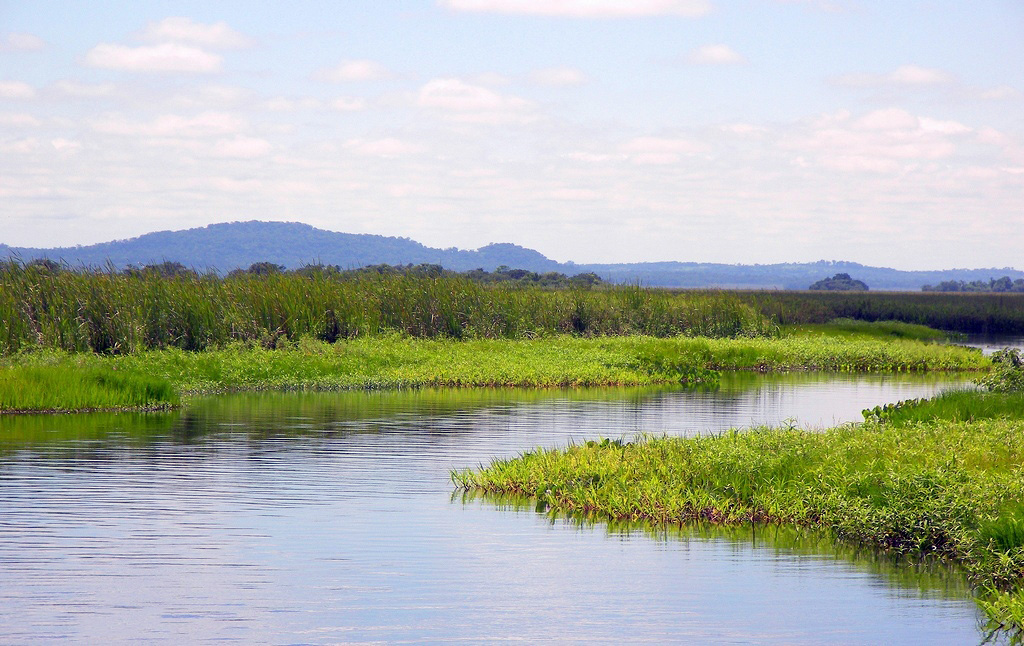
El río Mbutuy, es el principal curso hídrico del distrito.

Procedente de la cordillera del Ka'aguasu cruza el distrito el río Mbutuy (navegable en gran parte de su curso para embarcaciones pequeñas), sobre el cual se instalan tres hermosos balnearios en los barrios Santa Rosa y San Juan Bosco, respectivamente. El pintoresco nombre de este curso hídrico obedece a su designación en español Mbutuy significa Mbutu ygua o Agua de los tábanos. Otros arroyos son el Tapirakuãi y el Manduvirã. Se destaca además el arroyo Hondo y el Tovatĩry. La mayoría de estos arroyos y ríos poseen puentes, algunos modernos y otros tradicionales de madera.
El gran estero del Mbutuy, uno de los más extensos pantanos que posee la Región Oriental de Paraguay rodea la ciudad, propiciando la excelente producción de pasturas para el ganado vacuno. La misma se une con el estero Jetyty (campo de batatillas), que se extiende hacia Juan de Mena y el estero Chipa que ocupa toda la región oeste hasta Arroyos y Esteros.
Gracias a su peculiar geografía y al difícil acceso, la zona cuenta con una variada población animal. La fauna autóctona incluyen numerosas especies amenazadas para las cuales éste es uno de los últimos hábitats remanentes, entre las que se cuentan el ciervo de los pantanos (Blastoceros dichotomous), el venado sudamericano (Ozotocerus bezoarticus), el aguara guasu (Chrysocyon brachiurus), el jakare overo (Caiman latirostris) y negro (Caiman yacare), la boa kuriju y el lobope (Lontra longicaudis).
Se puede apreciar también la variedad de monos y karaja monos aulladores, así como una enorme cantidad de aves, principalmente en las islas que se localizan en medio del estero. La ictiofauna en el arroyo Mbutuy también es interesante, entre las especies encontramos armados, surubís, pacús, y palometas que poco a poco se están extinguiendo debido a la pesca que no respeta las épocas de veda.
La exuberante flora local incluye numerosas especies acuáticas como el camalote, y el yrupẽ (Victoria cruziana) que dan lugar al fenómeno de los embalsados, auténticas islas flotantes y extensos pirizales. En cuanto al agua subterránea, ésta es apta para el consumo humano, pero se registran altos índices de salinidad en algunas partes del distrito. La mayoría de los hogares poseen pozos tradicionales para la obtención de agua, aunque exista un sistema de distribución estatal.

### Clima
La localidad posee un clima con temperatura media de 25 °C. En verano, las máximas ascienden a 38 °C; en invierno, la mínima es de 1 °C. Llueve profusamente en los meses de octubre y noviembre mientras que los chubascos son comunes en los meses de enero y febrero. El nivel de precipitación anual es de 1.350 mm.

### Fauna y Flora

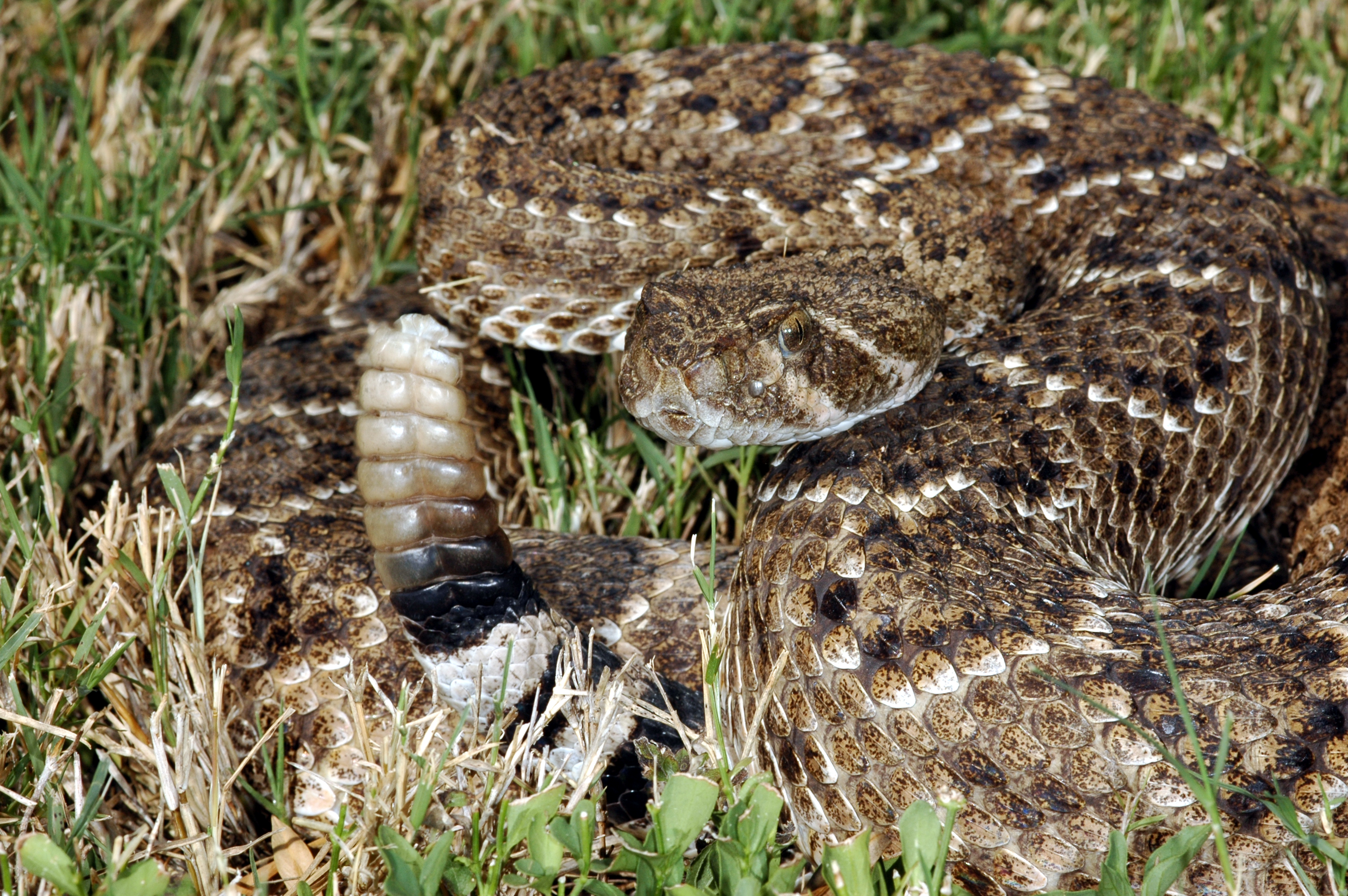
El Mbói Chini o Jarara Surukuku, aún existe en esta zona del país.

La zona es un reservorio de árboles que se encuentran en peligro de extinción en el Paraguay; como el peterevy, tajy (lapacho, en sus diferentes tonalidades de flor; blanco, amarillo y rosados varios), yvyra pytã, urunde´y, kurupa´y, guatambu, yvyraju, incienso, samu´ũ, yvyraro, timbo y el cedro sudamericano.
Orquídeas, plantas medicinales varias, el guavirami, canela, vainilla y bosques artificiales de eucaliptus, también constituyen especies que forman parte del acervo natural del distrito.
Las praderas naturales están constituidas por diferentes especies de pastos originarios. Así tenemos el pasto cabayú, el pasto jesuita, entre las especies naturales este es el mejor pasto que se tiene en la Región Oriental. Es palatable, resistente al pisoteo y a las heladas. Los ganaderos que lo tienen en su campo lo llaman pasto de invernada. La tercera especie en orden de importancia es el kapi’i pytã, diseminado en gran parte del resto del país también. Este es un pasto que forma matas palatables en estado tierno; luego, rápidamente, se madura formando pajas que el ganado ya no lo come pero es utilizado por los pobladores para techar sus viviendas rurales o para las chozas de los animales domésticos.
Los pastizales cobijan especies de víboras y serpientes como la Surukuku, una subespecie de la serpiente de Cascabel y la Serpiente de Coral que habita algunas zonas alejadas de los poblados del distrito. También se registra la Kyryryo que no solamente vive en los pastizales y bosques sino se la ha encontrado en las casas y en lugares abiertos como en las calles y chacras.
Otras víboras y serpientes que se pueden encontrar en la zona son: el mbói kapi´i, ñuaso, Ñakanina, mbói hovy o víbora arborícola verde, el kuriju, y la Jarara.
En cuanto a los mamíferos, se destacan el jakare, la iguana, el ciervo, el corso, lobos pequeños, armadillos, monos, nutrias, ocelote y monteses son algunos animales que aún viven en las selvas. También hay roedores como el carpincho y el cobayo que se hallan en los pantanos de 25 de diciembre.
Entre las aves podríamos mencionar, el ñandú guasu, el tucano, ypaka´a o gallineta de agua, loros y cotorras, karaũ, teros, pescadores y especies de avecillas de pantano, buitres, halcones y cigüeñas.

## Demografía
El idioma de comunicación por excelencia es el guaraní, aunque los pobladores de la zona entienden muy bien el español y la utilizan en menor medida. Las instituciones educativas imparten cursos de inglés como materia de lenguas desde el 1º curso de la enseñanza media.
Predomina la religión Católica, en cuanto a número de fieles, mientras que las congregaciones de testigos de Jehová, grupos evangélicos, Pueblo de Dios y otros, también hacen uso de la libertad de cultos.

## Salud
En todo el distrito, el Ministerio de Salud Pública y Bienestar Social ha establecido pequeños puestos de salud con atención sanitaria básica para la población en general. Estos puestos, administran la aplicación de vacunas y primeros auxilios. Existen médicos particulares que trabajan independientemente en consultorios propios. Los casos graves son derivados a Asunción. Un dato importante es que esta localidad no posee ni una sola ambulancia para trasladar heridos, por lo que los afectados normalmente son trasladados en vehículos particulares hasta la capital o algún otro hospital de San Estanislao.
En casos de desastres o epidemias, la colaboración de la Cruz Roja Paraguaya y otros organismos sanitarios solidarios ha sido fundamental. Brotes de dengue y mal de Chagas fueron en su momento causa de preocupación para las autoridades sanitarias. Sin embargo, en lo que respecta al mal de Chagas, temible enfermedad causada por un protozoario, el Trypanosoma cruzi, que es transmitido por la vinchuca, se tiene datos de que por lo menos para 2001 ha dejado de ser una amenaza para la población local.
Desde 2012 en el Distrito aumenta los accidentes en motocicletas, dejando a varias personas en estado crítico, la falta de concienciación o Educación Vial puede ser fundamental para incidir en estos casos, en el distrito no existe un Centro Hospitalario de servicio completo. Solo existen Centros de Salud con personales Auxiliares, los derivados de los accidentes suelen ser trasladados a la capital o a la ciudad de Santa Rosa del Aguaray.

## Economía

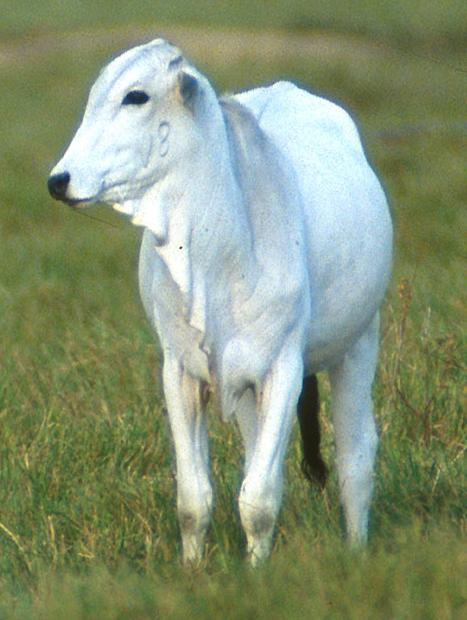
25´ es una zona netamente agroganadera.

Aunque originalmente los pobladores de la zona sólo se dedicaban a la agricultura y la ganadería, con la habilitación de la ruta 3, se establecieron los primeros centros comerciales y estaciones de servicios. Igualmente, el Ministerio de Obras Públicas y Comunicaciones instaló a la entrada del microcentro un puesto de peaje para vehículos. El peaje de "25 de Diciembre", es el puesto N.º 14 de los 16 puestos que opera el MOPC en el país.
La tasa de desempleo es muy alta pues no existen empresas grandes que necesiten de mano de obra. La población del distrito es predominantemente joven por lo que es preocupante la poca posibilidad de conseguir un empleo.
Existen pequeñas destiladoras de esencia. Familias rurales actualmente apuestan por las de consumo familiar como mandioca y otras especies que puedan ayudar a la economía familiar. La falta de transparencias del gobierno municipal es alta, concejales apañan anomalías en la administración actual, en el año 2019 Concejales del Plra y Anr;Concejales municipales de este distrito informaron que recibieron un informe de la Dirección Nacional de Contrataciones Públicas (DNCP) sobre el hallazgo de numerosas irregularidades en la Comuna, administrada por el intendente Sindulfo Benítez (ANR). Expresaron que se encontraron presuntas anomalías en varias licitaciones realizadas por la institución.Es contradictorio que concejales Azules aprueben estas irregularidades y luego se postulen o quieran candidatearse como los salvadores de la economía en 25.  

### Sector primario
Entre los productos agrícolas podríamos mencionar en primer lugar el sésamo, el Ka'a he'ẽ￼￼, mandioca, sandía, productos hortícolas, mamón, melón, maní, maíz.
Las especies forrajeras fueron introducidas a la zona durante las últimas décadas, con el principal objetivo de aumentar y mejorar la capacidad receptiva de los campos de pastoreo. Entonces, se cultivaron entre otros: el pasto pangola, Rhodes, jaragua y el pasto Salinas, incluso las primeras variedades de pasto elefante. También se pueden mencionar el Panicum (Colonial y Siempre Verde), el pasto estrella, la brachiaria brizantha, y el costal Bermuda.
La producción cárnica y de sus derivados es escasa pues la mayoría de los ganaderos comercializan ganado en pie. 

## Infraestructura
En el centro funcionan los principales centros comerciales, la municipalidad, un pequeño centro de Salud, la sede del Juzgado de Paz, la iglesia, la escuela y el principal colegio, aparte de otros entes de servicios públicos, COPACO.
En lo que respecta a los servicios de transporte de la que dispone la ciudad, se podría mencionar que no existen ni buses pequeños que circulan a ciertas horas hacia los barrios alejados del centro. Las carretas, bicicletas y motos son medios tradicionales que facilitan el traslado de los pobladores en la zona. Las calles del centro del pueblo están empedradas en parte.
La Ruta PY03 atraviesa el distrito. Esta es la principal vía de comunicación con el resto del país y empalma con la Carretera Panamericana en Mariano Roque Alonso, donde se encuentra con la Transchaco. Un ramal de esta ruta está empedrado hasta la localidad de Juan de Mena.
Antiguamente el aeropuerto de la ciudad era muy operativa, pues la población estaba muy aislada de las comunidades vecinas, por lo que Don Emilio Gómez Zelada, antiguo poblador de la zona ordenó la construcción de un aeródromo para vuelos nacionales de cabotaje, que entonces cubrían los itinerarios el desaparecido TAM. Líneas Aéreas de Transporte Nacional LATN, servía de taxi aéreo y envío de correspondencias. El aeropuerto estuvo operativo hasta 1995. Actualmente sus pistas ya están pobladas por muchas familias indigentes que se apropiaron de sus dársenas.
En las estancias lejanas se localizan numerosas pistas no pavimentadas para aviones pequeños y aeroplanos de poco tonelaje.
Actualmente y desde 2012 no existe medios de transportes internos, que puedan facilitar a estudiantes y habitantes trasladarse hacia las conglomeraciones solo existen los respectivos ómnibus que vienen de Asunción o de San Pedro, que generalmente cobran un alto porcentaje por unos cuantos km de viaje, esto se debe a que la municipalidad no ha fomentado el uso del transporte público interno y así pudiera evitarse accidentes en motos.

## Cultura

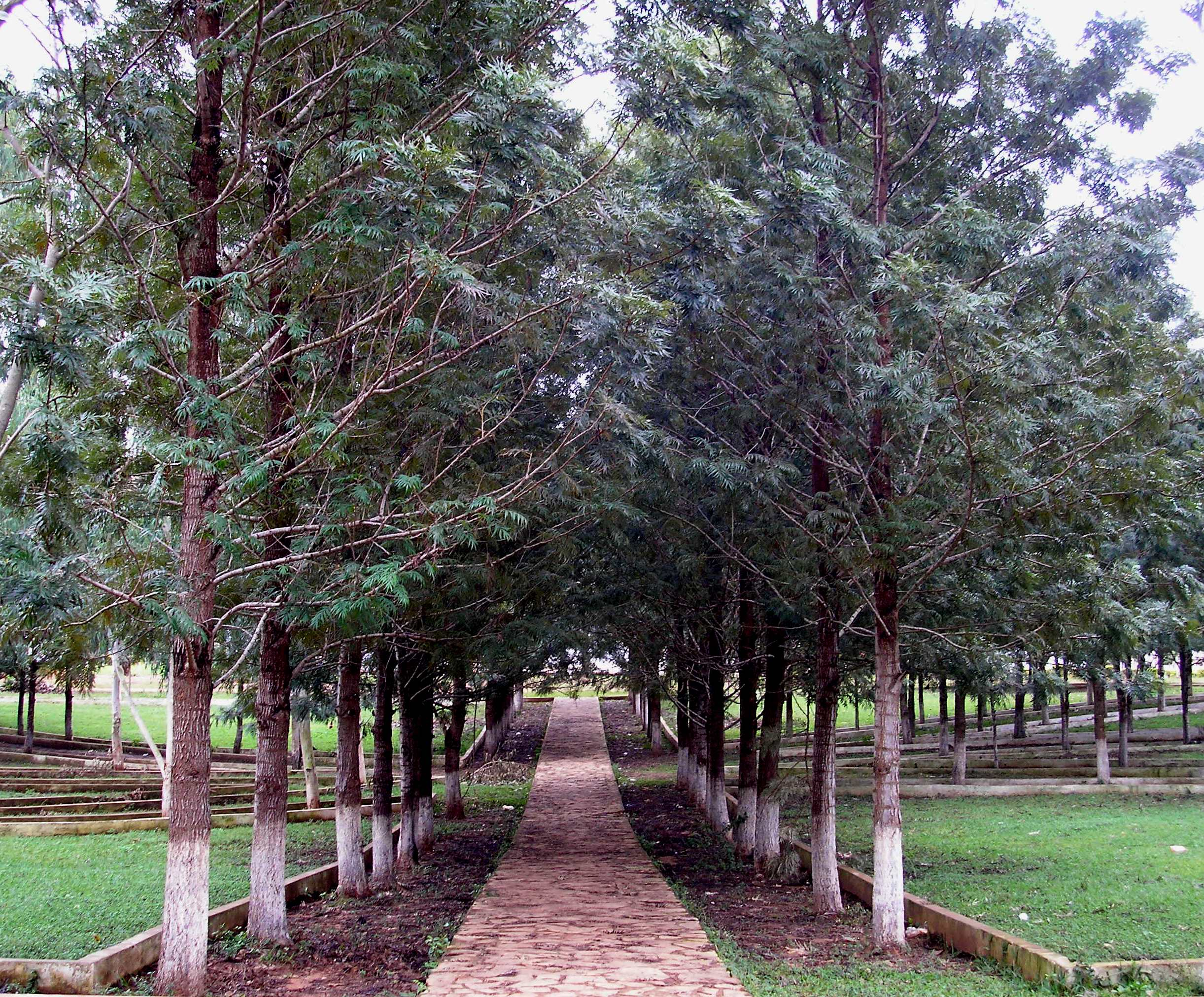
Plaza 6 de Enero.

### Educación
En el distrito no se encuentra funcionando ninguna universidad. La Escuela Básica N.º 178 Emilio Gómez Zelada es la principal de la ciudad, aunque existen otros establecimientos de escuelas primarias y secundarias en algunos barrios.
El Colegio Nacional Emilio Gómez Zelada, creado el 12 de abril de 1972, por resolución del Ministerio de Educación N.º 373, ofrece la enseñanza secundaria hasta el tercer curso, en las modalidades de Ciencias Básicas y Ciencias Sociales.
Los principales colegios de enseñanza superior aparte del Emilio Zelada son: Colegio Nacional Inmaculada Concepción de Potrero Ybaté, localizado a cinco cuadras de la Ruta III; Colegio Nacional San Juan de la colonia Navidad; Liceo Nacional San Pablo, situado a 12 km de la ruta 3 en el barrio San Isidro; Colegio Nacional Virgen de Lourdes, en la localidad de Cañada de Lourdes; Liceo Nacional Virgen del Carmen, en el barrio Virgen del Carmen sobre Calle 9 a tres kilómetros de la ruta 3; Colegio Nacional Santa Rosa en la 1º Línea en el barrio del mismo nombre y finalmente el Colegio Técnico 8 de Diciembre, en la compañía 8 de Diciembre y por última Colegio Nacional San Blas Mboiy.
Aproximadamente el 95% de los jóvenes de entre 6 y 20 años de edad asisten a la escuela o al colegio. Una vez llega el momento de asistir a la enseñanza terciaria la mayoría de los interesados migran a Asunción o viajan al extranjero y en ocasiones terminan trabajando en actividades primarias debido a la imposibilidad de asistir a las cada vez más costosas universidades. Para mejorar más la educación deben sugerirse Colegios Técnicos que puedan ayudar a jóvenes desenvolverse y así con el tiempo puedan estudiar otras carreras y elevar el costo por cuenta propia a través del aprendizaje de algún oficio obtenido anteriormente.

### Fiestas y celebraciones
Para la realización de los eventos las localidades disponen del Gimnasio Municipal. Se destaca la participación de las agrupaciones musicales, especialmente las banditas, quienes representan a la ciudad en importantes festivales y fiestas patronales en otras localidades del Paraguay.
La fiesta patronal en honor a San Baltazar, se desarrolla alrededor de la plaza central donde acude los feligreses para la celebración religiosa. Al término de la misma normalmente se realiza una fiesta popular en el local de la Asociación de Jinetes de 25 de diciembre, que va desde el kavaju ñembokatupyry (sortija) hasta el torín (corrida de toros). La fiesta oficial se adecua al fin de semana antes o después de la fecha que indica el 6 de enero.
Fiestas estudiantiles como festivales y festejos de San Juan son comunes en la zona.